# منطقه حفاظت‌شده حرای گابریک و جاسک شرقی و غربی
منطقهٔ حفاظت‌شدهٔ حرا (گابریک و جاسک) یک منطقهٔ حفاظت‌شده با مساحت ۲۸۵۱۵ هکتار است که در استان هرمزگان در ایران قرار دارد. این منطقهٔ حفاظت‌شده طبق مصوبهٔ شمارهٔ ۷۲۸ در تاریخ ۹۱/۵/۳ در فهرست مناطق تحت حفاظت سازمان محیط زیست ایران قرار گرفت.